# Comuna Bibinje, Zadar
Bibinje este o comună în cantonul Zadar, Croația, având o populație de 3.985 de locuitori (2011).

## Demografie
Componența etnică a comunei Bibinje
     Croați (98,32%)
     Necunoscut (0,13%)
     Neclasificat (1,18%)
Componența confesională a comunei Bibinje
     Catolici (98,17%)
     Necunoscută (0,75%)
     Alte religii (1,08%)
Conform recensământului din 2011, comuna Bibinje avea 3.985 de locuitori. Din punct de vedere etnic, majoritatea locuitorilor (98,32%) erau croați. Apartenența etnică nu este cunoscută în cazul a 0,13% din locuitori. Din punct de vedere confesional, majoritatea locuitorilor (98,17%) erau catolici. Pentru 0,75% din locuitori nu este cunoscută apartenența confesională.